# النشيد الوطني السوداني
النشيد الوطني السوداني أو نشيد العلم هو النشيد الوطني الرسمي لجمهورية السودان منذ العام 1956.
اختيرت القصيدة «نحن جند الله، جند الوطن» من ضمن قصائد أخرى شاركت في مسابقة عامة حول أعمال شعرية تشيد بقوة دفاع السودان (نواة الجيش السوداني) عند تأسيسها في عام 1955 م. وعندما نال السودان استقلاله في عام 1956 م، اختيرت الأبيات الاربعة الأولى من القصيدة لتكون نشيداً وطنياً. القصيدة من تأليف الشاعر  أحمد محمد صالح وتلحين الموسيقار العقيد  أحمد مرجان  من سلاح الموسيقى عام 1958م، ويطلق عليه رسمياً اسم السلام الجمهوري (خاصة عند عزفه موسيقياً)، كما يُسمى اختصارا، نشيد العلم أو تحية العلم.
أما باقي القصيدة وهو غير معتمد رسميًا في النشيد الوطني:
حاز لحن السلام الجمهوري السوداني على جائزة أفضل لحن للاناشيد الوطنية حسب الجمعية العالمية للموسيقى سنة 2004م.